# جرارد (ایلینوی)
جرارد، ایلینوی (به انگلیسی: Girard, Illinois) یک شهر در ایالات متحده آمریکا با جمعیت ۲٬۲۴۵ نفر است که در ایلی‌نوی واقع شده‌است.

## موقعیت جغرافیایی
موقعیت جغرافیایی شهرها و مناطق اطراف به شرح زیر است: